# Realgár
A realgár a szulfidásványok közé tartozó ásvány. Kémiailag arzén-szulfid. Monoklin rendszerben kristályosodik. Zömök vagy kissé megnyúlt, narancsvörös vagy meggypiros kristályai rostozottak; gyakori a szemcsés vaskos megjelenésű előfordulás is. Ásványrendszertanilag első alkalommal 1747-ben Wallerius angol geológus említi, de már az ókorban ismerték. Nevét az arab rahdzs al-gár kifejezésből származtatják, aminek jelentése: „barlangpor”. Az ókori rómaiak kis mennyiségben adagolva gyógyszerként alkalmazták, de elterjedt a korai kínai orvoslásban is, illetve bort is készítettek belőle, a realgárbor pedig Dél-Kínában a sárkánycsónakünnep elengedhetetlen kelléke. Ipari alkalmazása pirotechnikai készítmények gyártásánál történik.
Kémiai összetétele:
- Arzén (As) = 70,0%
- Kén (S) = 30,0%

Fény hatására pararealgárrá kristályosodik át.

## Keletkezése
Jellemző a hidrotermás keletkezés alacsonyabb hőmérsékleten, amikor vulkanikus oldatokból 320°C-on kristályosodik. Gyakran képződik vulkáni gőzökből szublimáció útján. Instabil vegyület, fény hatására auripigment keletkezik belőle.
Hasonló ásványok: antimonit, auripigment, elemi kén.

## Előfordulásai
Minden arzéntartalmú ércesedésben megtalálható, érctelérekben gyakori kísérőásvány. Jelentős előfordulásai: Ausztria területén Salzburg környéke, Karintia és Tirol, Románia területén Felsőbánya (Baia Sprie), Nagybánya (Baia Mare) és Nagyág (Săcărâmb), Németországban a Harz-hegység, Türingia, Hessen és Észak-Rajna-Vesztfália; Oroszországban az Urál-hegység, Grúziában a Kaukázus vidéke; Ázsiában Irán, Kína (Hunan tartomány) és Japán; az amerikai kontinensen a Yellowstone-parki, arizonai, nevadai, oregoni és utah-i, továbbá mexikói és perui lelőhelyei nevezetesek. Marokkóból és a Vezúvról is előkerült.
Hazánkban a Börzsöny ércesedési területein több helyen kimutatták előfordulásait. A másodlagosan keletkezett realgár vörös kristályai auripigment és arzenopirit társaságában fordulnak elő, de Nagybörzsöny felhagyott bányáiban önálló kiválásokban is megtalálható. Gazdasági szerepe ma már nincs, ásványtani szempontból érdekes az előfordulás.
Kísérőásványok: auripigment, arzenolit, antimonit, barit, kalcit, pirit, szfalerit.